# Hydrovatus confusus
Hydrovatus confusus är en skalbaggsart som beskrevs av Régimbart 1903. Hydrovatus confusus ingår i släktet Hydrovatus och familjen dykare. Inga underarter finns listade i Catalogue of Life.